# Elżbieta (królowa Rumunii)
Elżbieta zu Wied (ur. 29 grudnia 1843 w Neuwied, zm. 2 marca 1916 w Bukareszcie) – królowa Rumunii. Była jedyną córką księcia Wilhelma Karla Hermanna zu Wied-Neuwied. Wychowywała się w Prusach.

## Życiorys
Przyszła królowa Rumunii uczona była przez surowe guwernantki języków obcych i przedmiotów ścisłych, Elżbieta jednak była zainteresowana poezją. Jej artystycznym uniesieniom pomagała piękna natura, w której otoczeniu się wychowywała.
Swojego przyszłego męża, Karola Hohenzollerna-Sigmaringena, poznała w październiku 1869. Trzy tygodnie po tym spotkaniu odbyła się ceremonia ślubna Karola i Elżbiety w Neuwied. Elżbieta bardzo szybko zakochała się w swej nowej ojczyźnie. Rumuni również obdarzyli ją wielką sympatią. W 1874 para królewska utraciła jedyną córkę, czteroletnią Marię. Elżbieta, chcąc pokonać cierpienie, zajęła się pracą na rzecz kraju – tworzyła sierocińce i ośrodki pomocy dla najbiedniejszych oraz odwiedzała chorych. Za jej oddanie nadano jej przydomek: „Mamma Regina”.
W czasie wojny rosyjsko-tureckiej w latach 1877-1878 opiekowała się rannymi i ufundowała Order Elżbiety, aby nagradzać wybitne zasługi w takich dziedzinach. Propagowała posiadanie wyższego wykształcenia przez rumuńskie kobiety, a także zakładała różne społeczne obiekty.
Gdy w 1881 Karol przekształcił Rumunię w królestwo, Elżbieta została koronowana na pierwszą królową tego kraju.
Mająca artystyczną duszę królowa Elżbieta spędzała wiele godzin w swych apartamentach, pisząc wiersze lub powieści albo też grając na fortepianie. Wykazywała także zdolności malarskie. Tworzyła pod pseudonimem „Carmen Sylva”. To przede wszystkim pisarstwo pozwalało zapomnieć Elżbiecie o przerwanym macierzyństwie, trudnym pożyciu małżeńskim i tęsknocie za ojczystym krajem. I choć próbowała swych sił w różnych dziedzinach sztuki, a zwłaszcza w malarstwie i muzyce, także w wielu gatunkach literackich, była niezrównana przede wszystkim w poezji. Pisała także ballady i dzieła związane z folklorem. Oprócz wielu oryginalnych dzieł, spisywała także wiele legend obecnych wśród rumuńskiego chłopstwa.
W 1888 Myśli królowej napisane przez Elżbietę otrzymały nagrodę Akademii Francuskiej. Powodowana miłością do sztuki i literatury królowa-poetka sprawiła, że Rumunia życzliwie przyjmowała pisarzy i artystów, takich jak Pierre Loti, Frédéric Mistral czy Sarah Bernhardt. Elżbieta zapraszała ich do swojego zamku Peleș w Sinaia.
Gdy następca tronu Ferdynand zakochał się w damie dworu Elżbiety, z którą królowa była bardzo blisko związana, Elżbieta wspierała ich związek, który jednak nie mógł doprowadzić do małżeństwa. Zaangażowanie królowej w tę sprawę wzmocniło jej wizerunek jako romantycznej i ekscentrycznej.
Elżbieta uważała, że republika jest znacznie lepszym ustrojem niż monarchia, opinię tę zapisała w swoim pamiętniku, jednak nigdy publicznie jej nie wyraziła. Królowa pisała, że jedyną racjonalną formą rządów jest republika, sądziła, że jest też sprawiedliwa, ponieważ „wszyscy są równi”. Pisała: „Nie mogę zrozumieć głupoty ludzi, którzy nas (monarchów, arystokratów) tolerują”. Jej bliską przyjaciółką była Elżbieta Bawarska, cesarzowa Austrii, która miała podobne poglądy.
28 września 1896 jako obcokrajowiec została odznaczona austro-węgierską Odznaką Honorową za Dzieła Sztuki i Umiejętności w specjalnym wydaniu z brylantami.
Zmarła dwa lata po śmierci męża – jej pogrzeb, w 1916, zgromadził ogromne tłumy.